# Manx National Heritage
Le Manx National Heritage (en mannois : Eiraght Ashoonagh Vannin), est un organisme de l'île de Man chargé de la protection et de la valorisation du patrimoine culturel et historique insulaire. Il a ainsi la compétence de la gestion des différents musées, centre d'interprétations, monuments, sites et zones protégées de l'archipel mannois (île de Man et les îlots environnants).
Il a sous sa responsabilité :
- The Manx National Museum Service gérant treize musées ;
- The National Monuments Service gérant les monuments et les sites archéologiques découverts ou potentiels ;
- The National Trust Service gérant les sites naturels protégés pour leurs intérêts écologiques et paysagers ;
- The National Archive gérant le patrimoine pictural, scriptural, photographique et filmographique ;
- The National Art Gallery gérant le patrimoine artistique passé et actuel.